# 柏林旧博物馆
柏林旧博物馆（Altes Museum）是位于德國柏林博物馆岛南侧的一座博物館。它是1825年至1830年由普鲁士建筑师卡尔·弗里德里希·申克尔（Karl Friedrich Schenkel）在普魯士國王腓特烈·威廉三世下令而設計興建，被認為是德國新古典主义建築的主要作品。
目前旧博物馆是博物馆岛上最古老的一家博物馆。也是柏林古物收藏館及硬幣櫃館的展示區域，此外則主要展出古希腊、古罗马的艺术品。1999年，該博物館作为博物馆岛的一部分被聯合國教科文組織列入世界遗产。

## 历史
在19世纪社会文化艺术风气的影响下，深受洪堡兄弟影响的普鲁士国王弗里德里希·威廉三世下令建造一座博物馆，用以展示收藏的艺术品。博物馆选址在当时普鲁士王宫的对面，附近有兵工厂和柏林大教堂。这构成了当时普鲁士首都的中心标志性建筑群。博物馆最初叫皇家博物馆（Königliches Museum），1845年改为现名。
在旧博物馆之后，博物馆岛陆续建起新博物馆、旧国家画廊等四座博物馆，形成一个博物馆建筑群。旧博物馆自1904年起以收藏古典艺术品为主。在第二次世界大战的最后两年里，旧博物馆遭到严重地损坏。二战后，博物馆岛被东德所控制，并开始着手对旧博物馆进行修复，该项工作一直持续到1966年。自这之后，旧博物馆主要展览东德的当代艺术和举办特别展览为主。
两德统一以后，在旧博物馆的一楼开始重新展出古希腊艺术品。在2010年在二楼新增了伊特鲁里亚和古罗马艺术品的展览。目前旧博物馆在“博物馆岛蓝图2015”（Masterplan Museumsinel Berlin 2015）的改造计划当中。

## 建筑
旧博物馆是一座两层，建筑在高地基上的规则长方体建筑。内部是一圈围绕中央圆厅的展室。建筑风格上主要参考了古希腊、古罗马的建筑式样。
博物馆的正面有由18根爱奥尼亚式柱组成的柱廊，和8根柱子宽的阶梯。阶梯两旁有两尊雕像，分别为“亚马逊女战士”（Kämpfende Amazone，August Kiss作于1842年，东侧）和“屠狮者”（Löwenkämpfer，Albert Wolff作于1854~61年，西侧）。正面上方有“Antiqua”字体的铸铁字母“FRIDERICVS GVILHELMVS III. STVDIO ANTIQVITATIS OMNIGENAE ET ARTIVM LIBERALIVM MVSEVM CONSTITVIT MDCCCXXVIII”（拉丁语：弗里德里希·威廉三世建此博物馆于1828年以资研究各种古物和自由艺术之用）。在此上方对应18根柱子有18只鹰。相对而言，博物馆的其它三面较为简单。
博物馆内部核心是一个圆厅，按申克尔的意图，圆厅是展示博物馆最珍贵藏品的地方。圆厅共两层，环绕着20根科林斯柱，柱子之间摆满了古希腊、古罗马的神像。圆厅有巨大的穹顶，顶点开有天窗，天花板上有布满藻井（Coffer）。圆厅主要是在模仿罗马的万神殿。

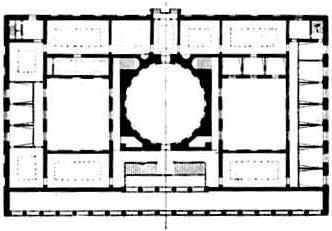
平面图
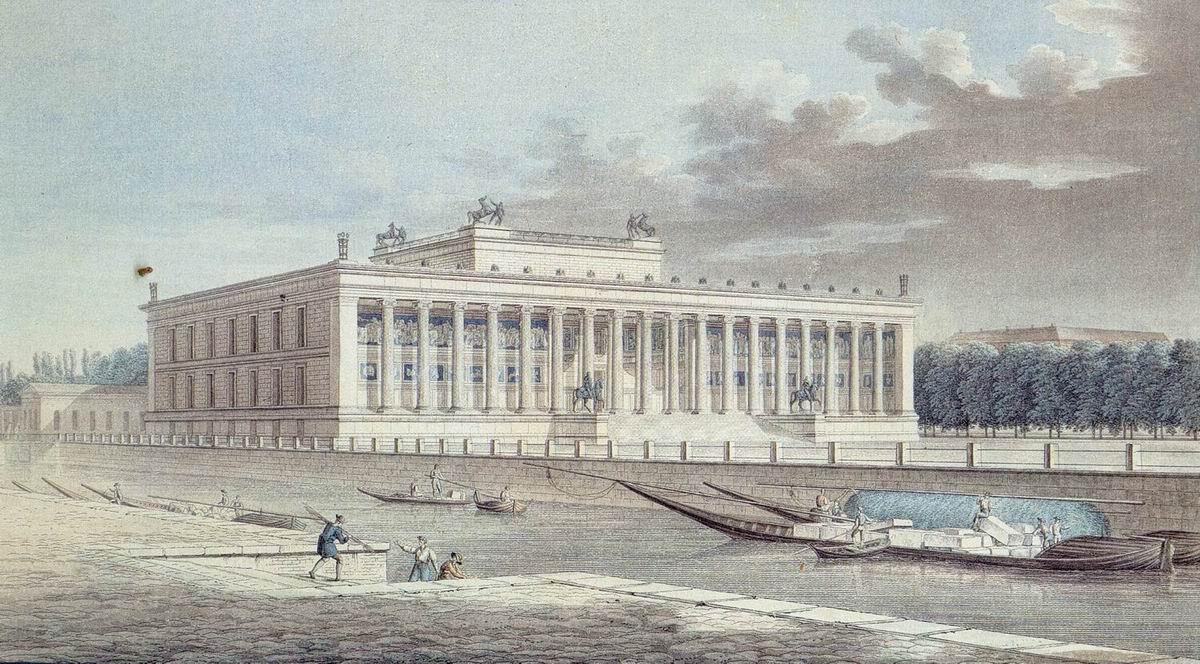
1830年的旧博物馆
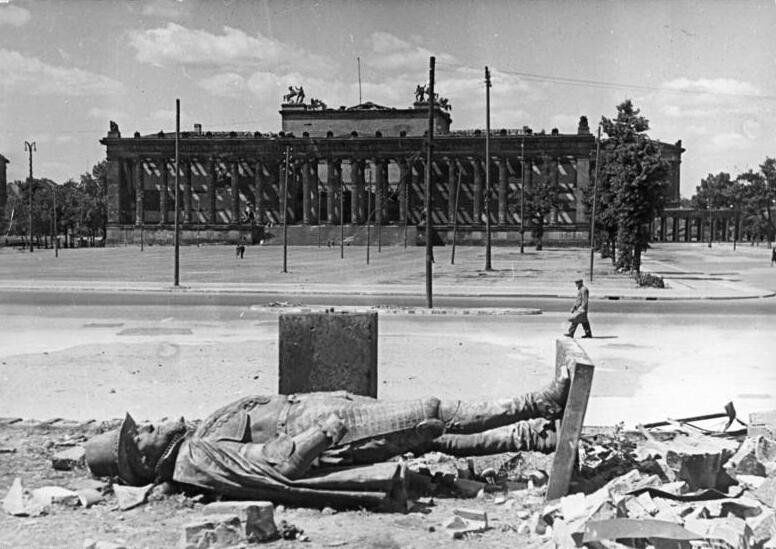
1950年的旧博物馆
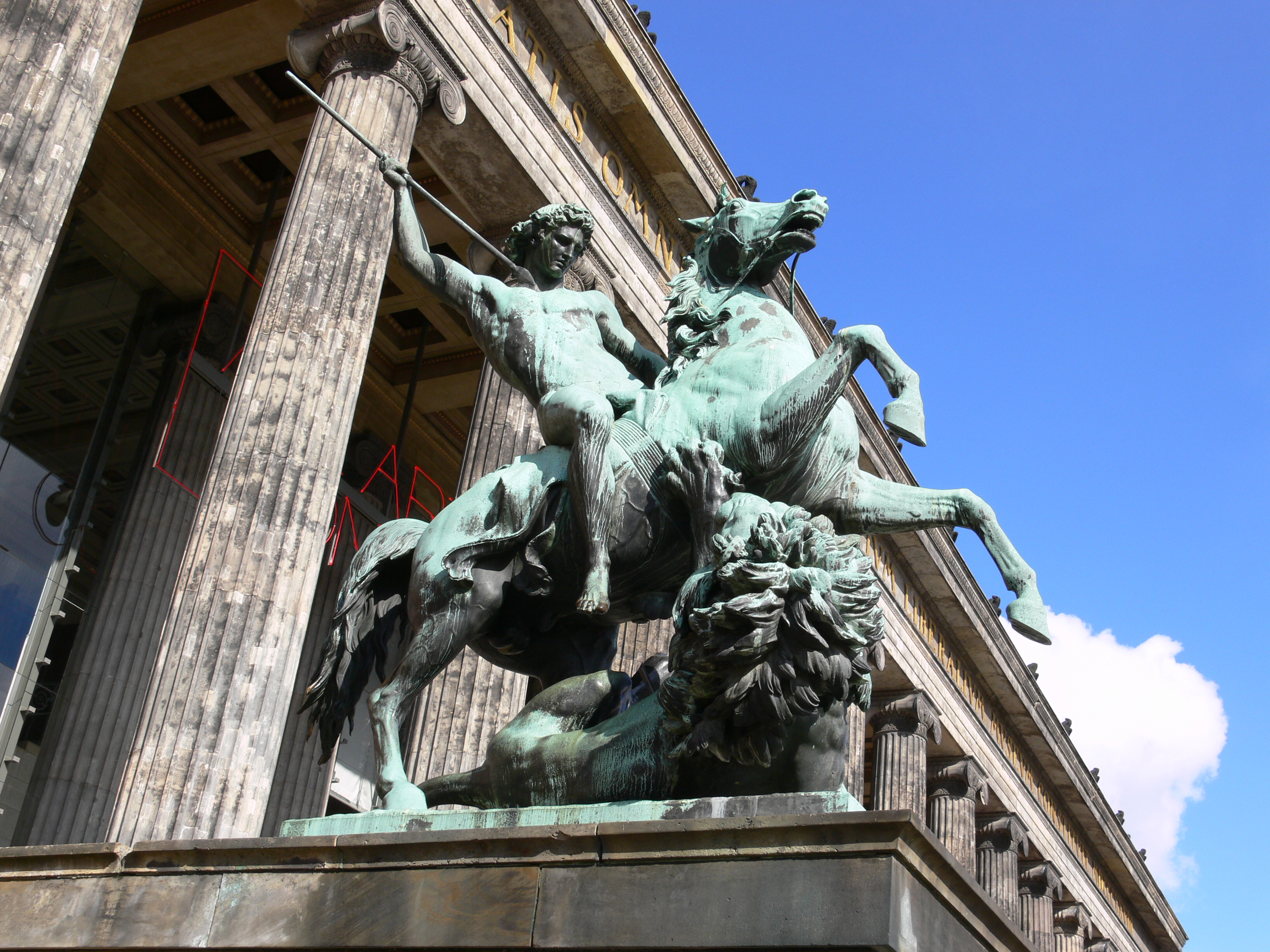
“屠狮者”
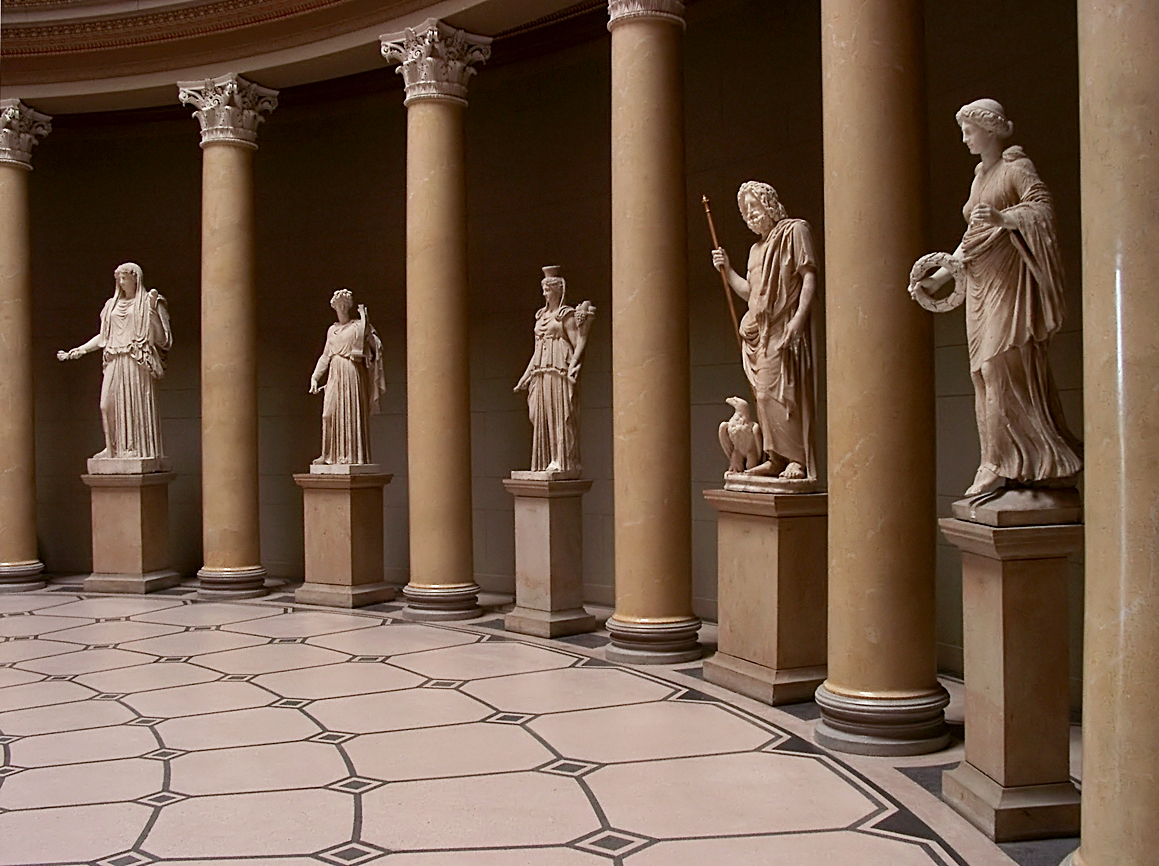
圆厅
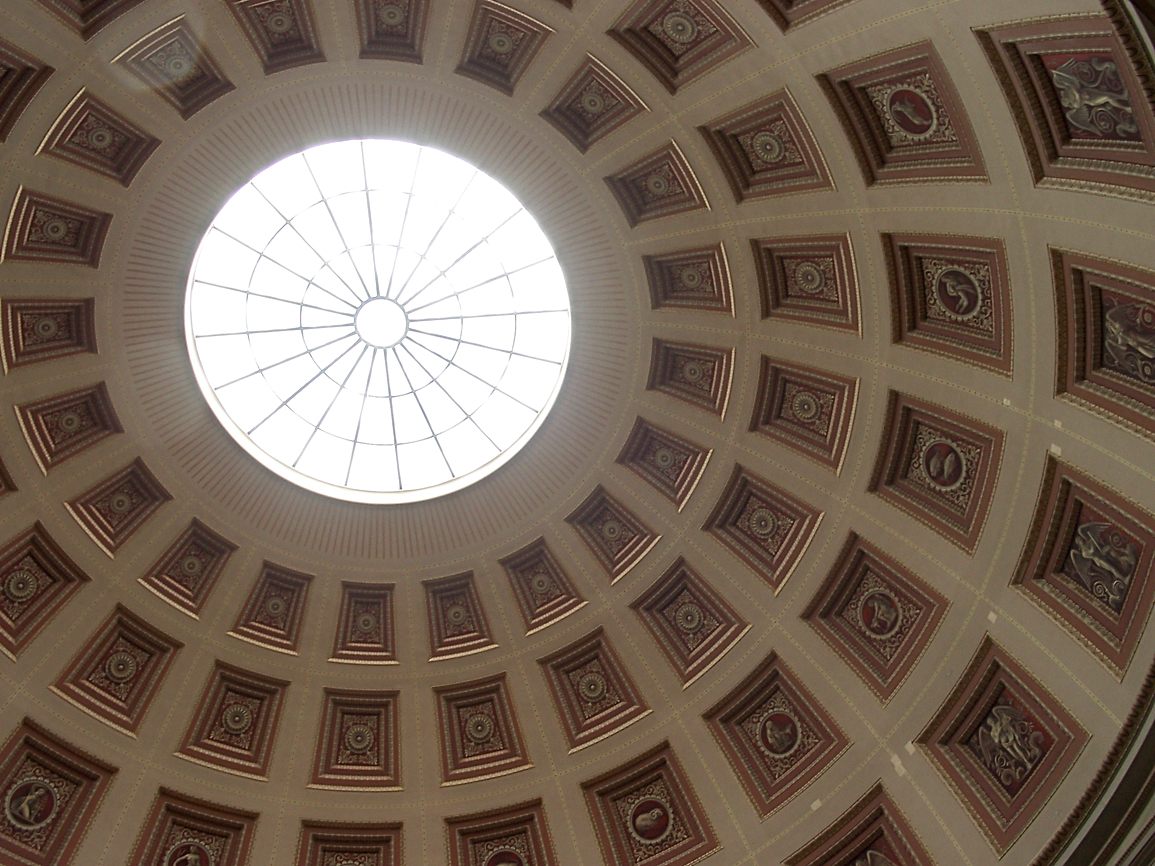
圆厅穹顶

## 展览
旧博物馆当前的常设展览为“古代世界—古希腊、伊特鲁里亚和罗马人”（Antike Welten. Griechen, Etrusker und Römer im Alten Museum）。
博物馆的一楼主要展出古希腊的艺术品，有12个展室。从传说中的英雄时代到古风时代、古典时代至希腊化时代，时间跨度将近一千年。展品以雕像、浮雕、陶器（陶瓶画）最为主要，此外还有武器、钱币、金银首饰等等。展览主题除了古希腊艺术演变的过程和高超的成就外，也包括古希腊的宗教、城市生活、手工艺等等。
二楼展出伊特鲁里亚人和罗马人的艺术品，有7个展室。包含早期伊特鲁里亚人的展品，直至罗马帝国时期。除了雕像为主以外，还有青铜器、银器、骨灰盒、马赛克、埃及的墓葬肖像画还有大量帝国时期名人的胸像。展览除了表现罗马艺术对希腊艺术的继承外，还有罗马人的日常生活和伊特鲁里亚人的丧葬文化，此外还有一个展室专门展示古代的性文化。
旧博物馆的有名展品有：费斯特菲尔德的鱼饰、祈祷的男孩、玻璃双耳瓶、“柏林竞技者”、哈德良别墅的马赛克：半人马等等。

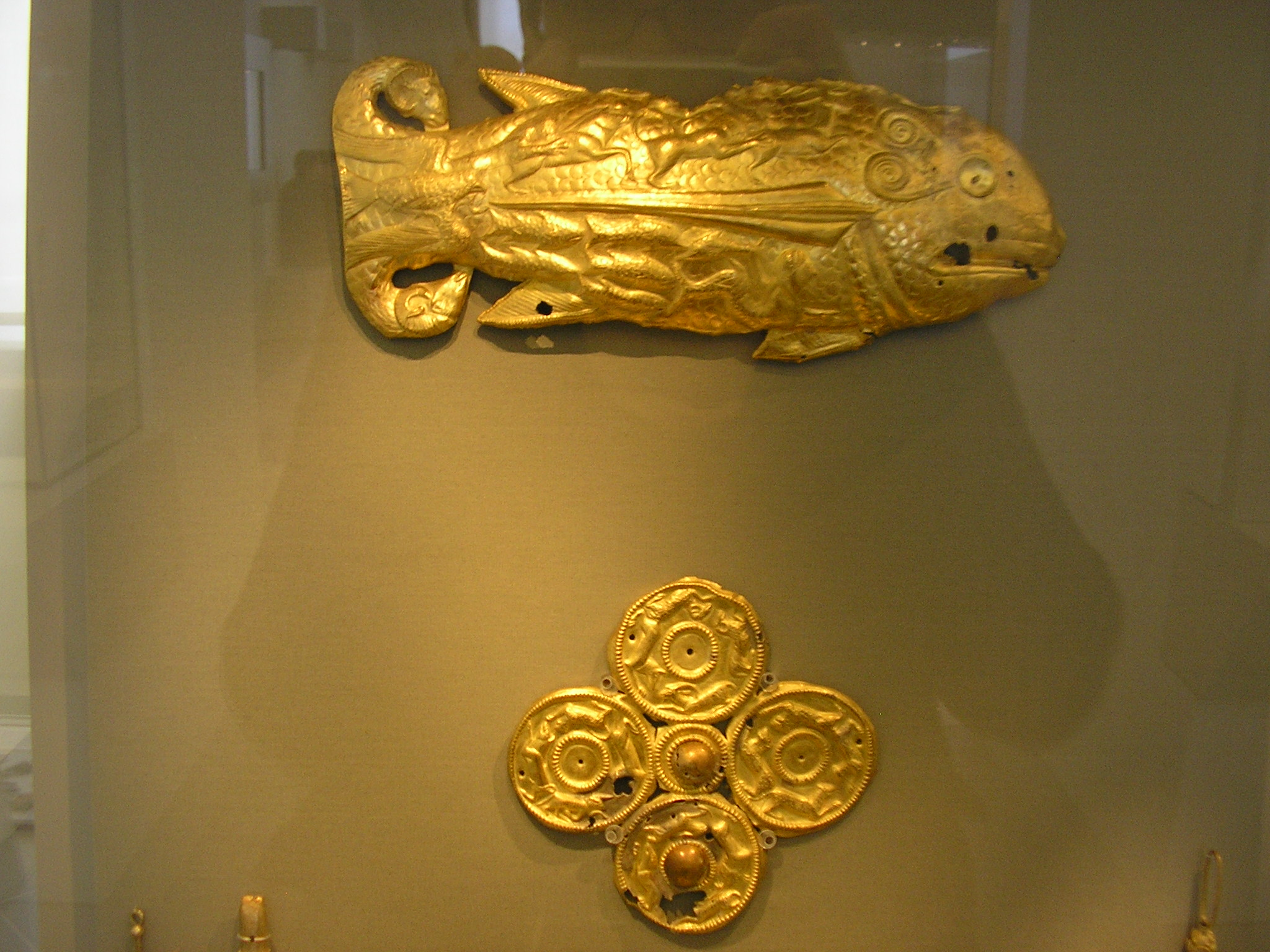
费斯特菲尔德的鱼饰
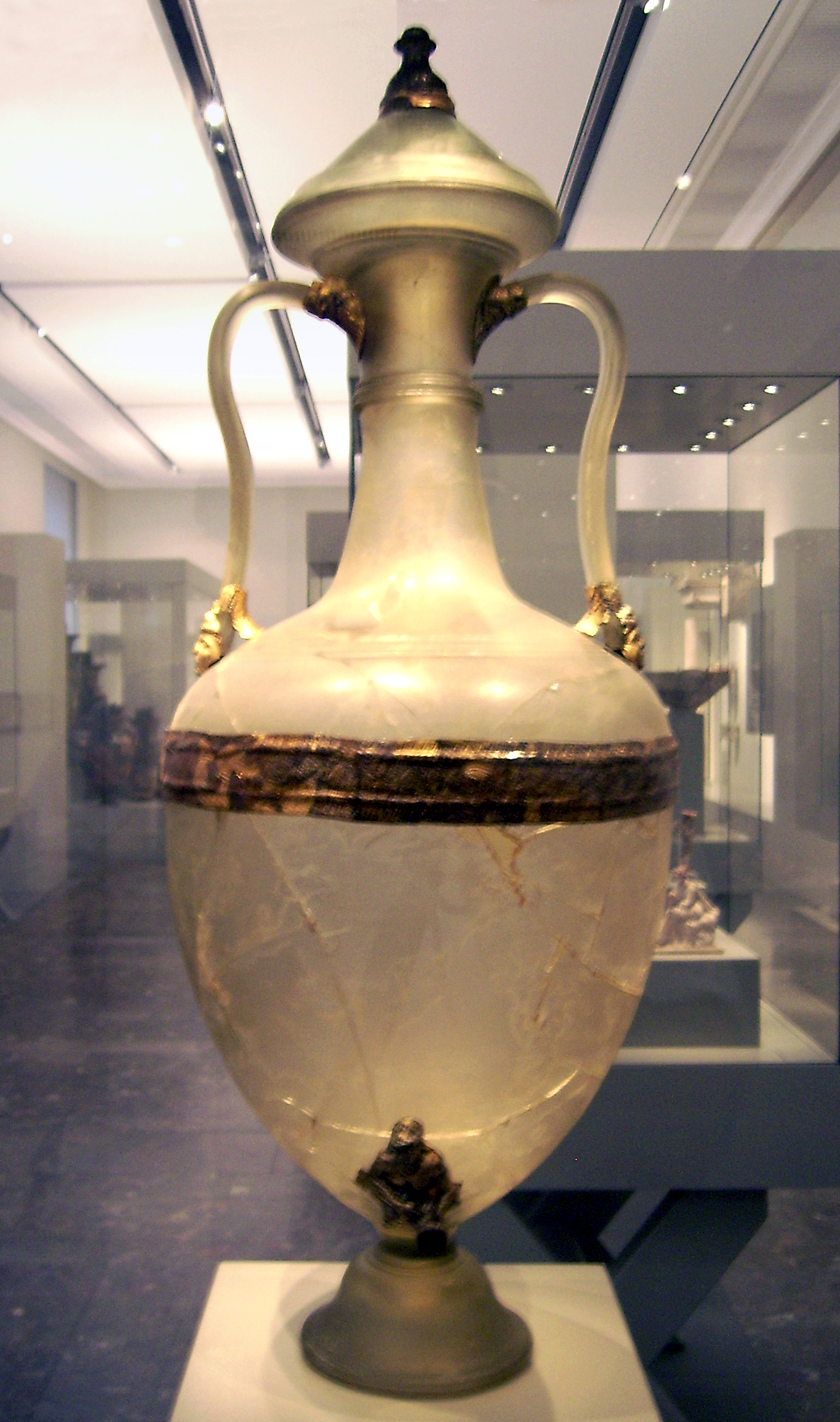
玻璃双耳瓶
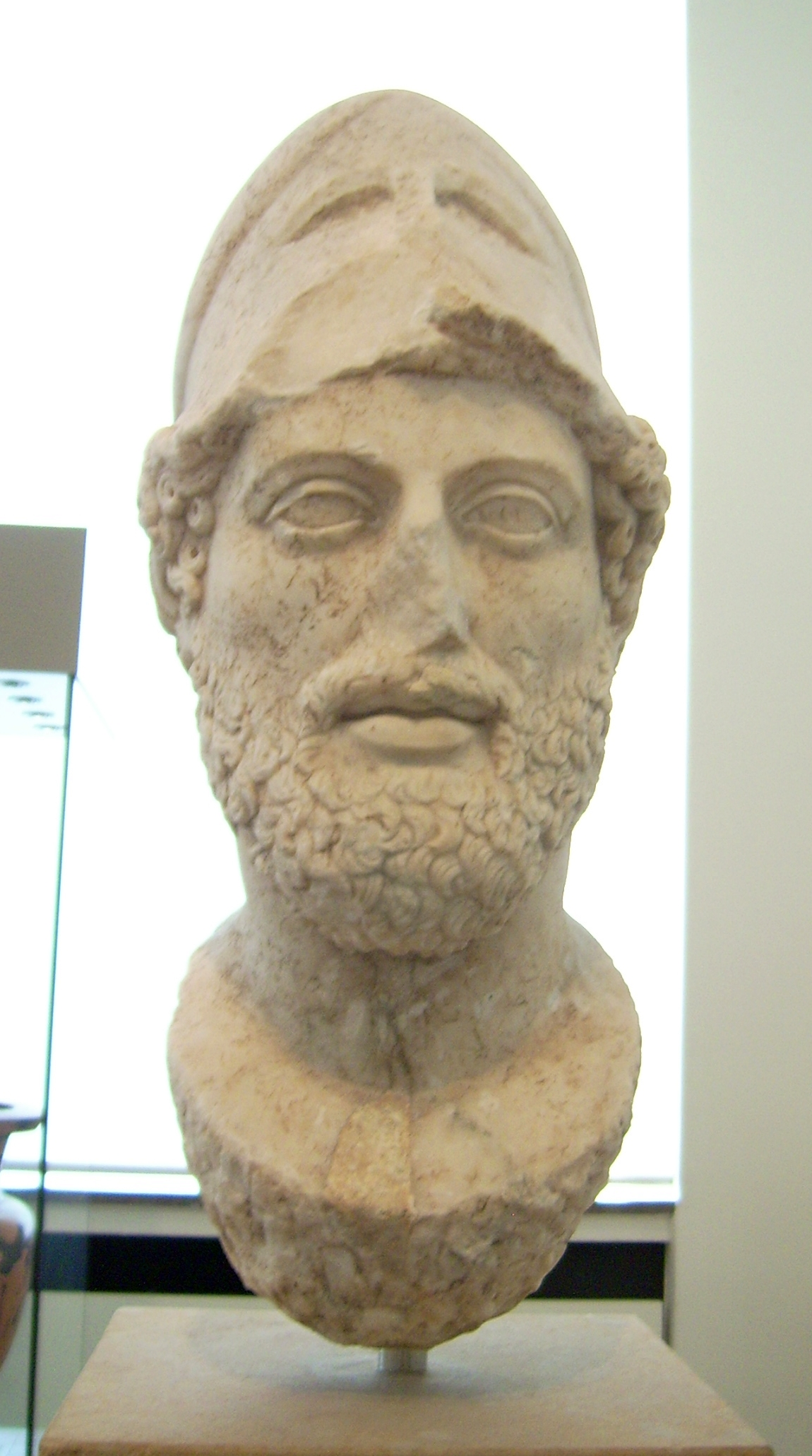
伯里克利胸像
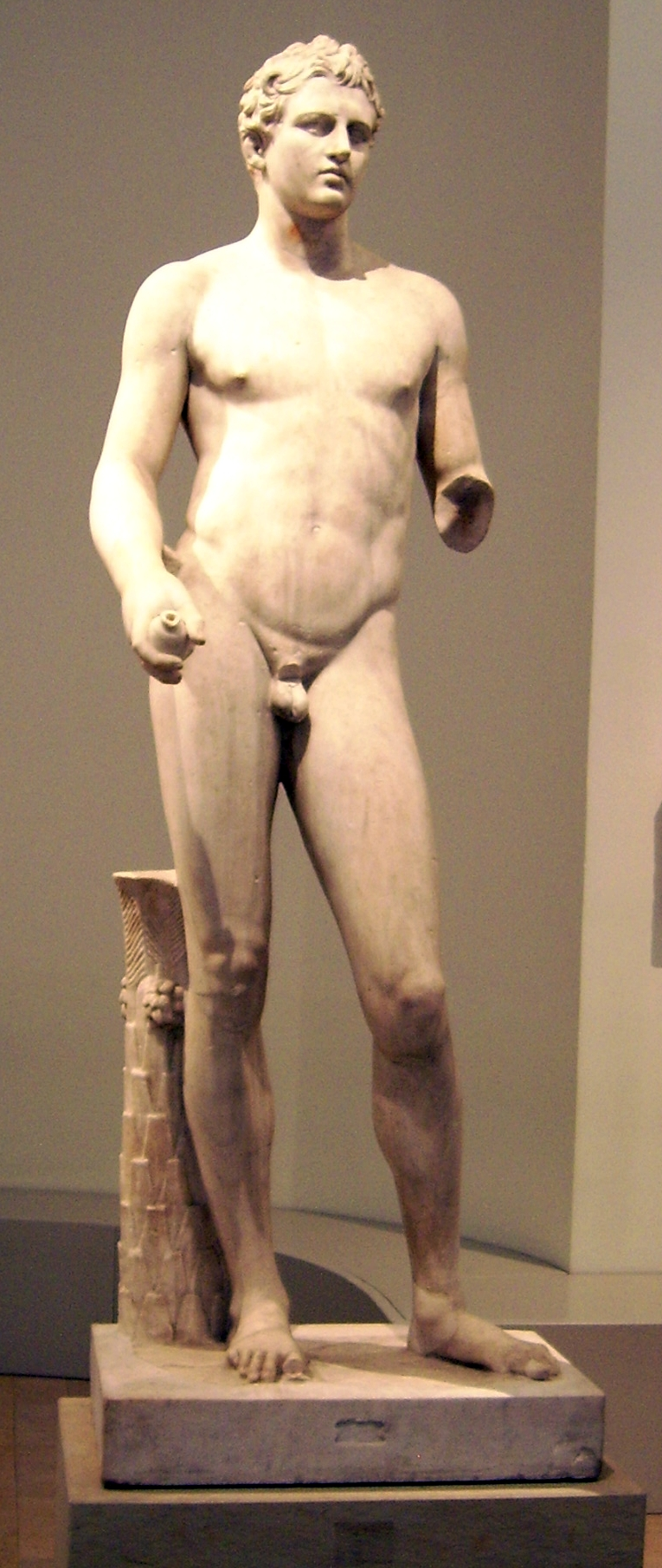
“柏林竞技者”
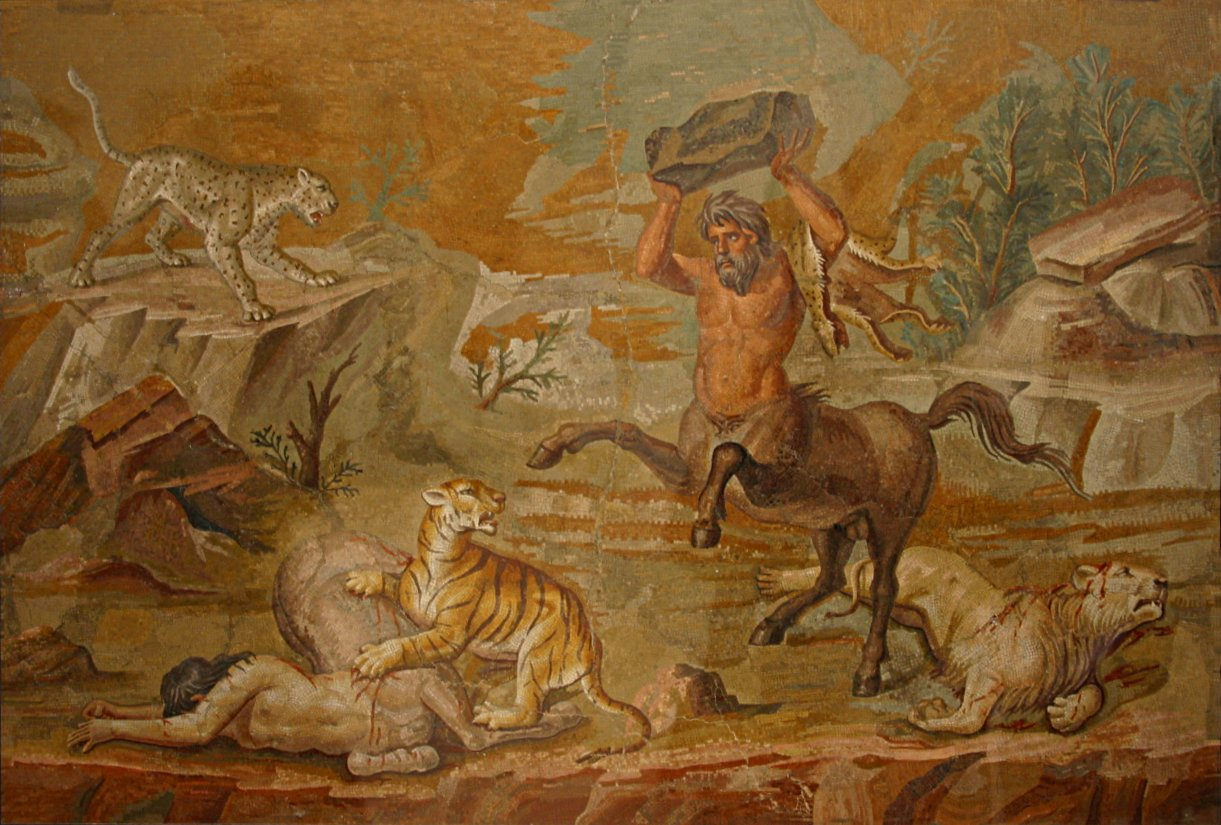
马赛克：半人马
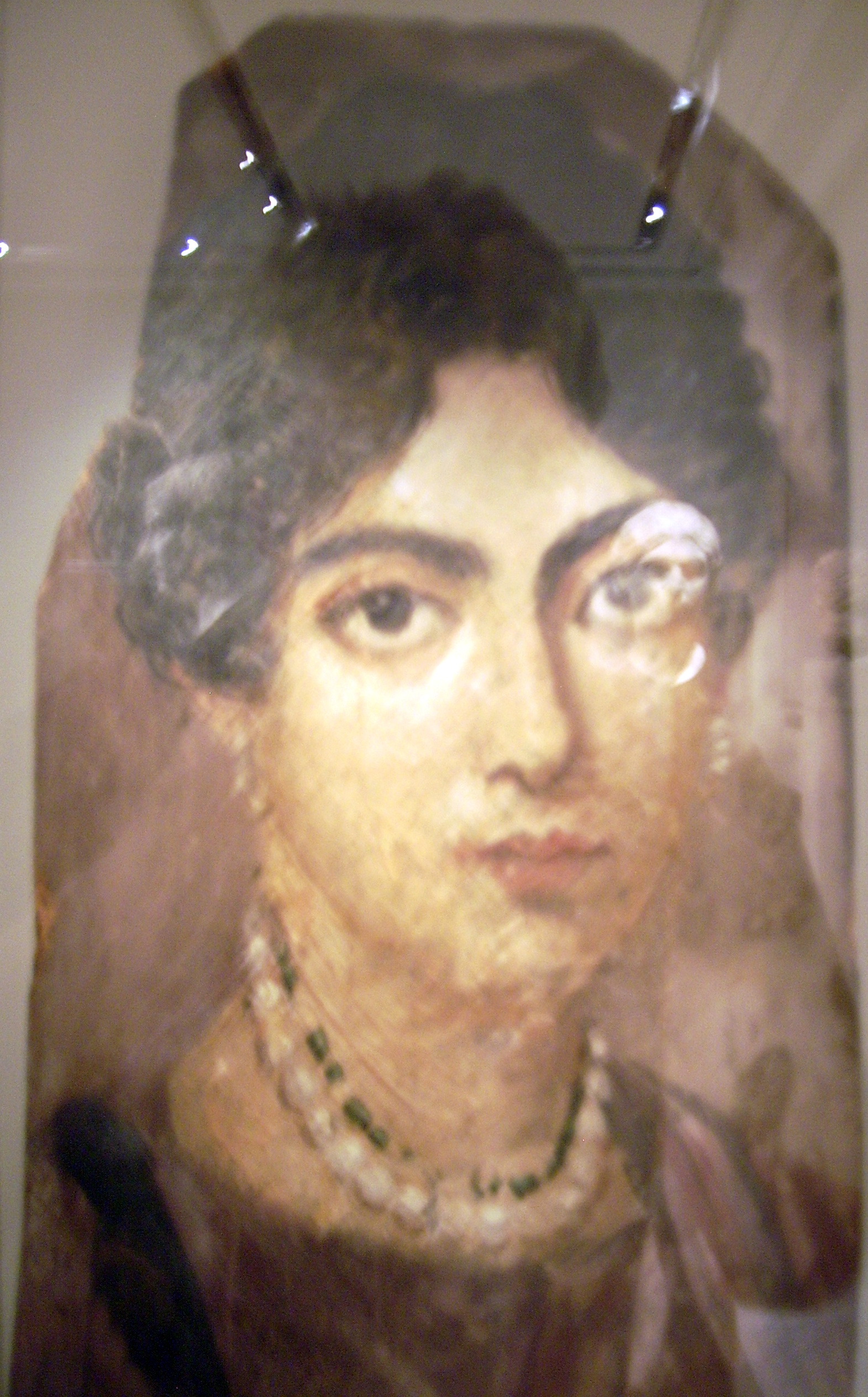
法尤姆的墓葬肖像画
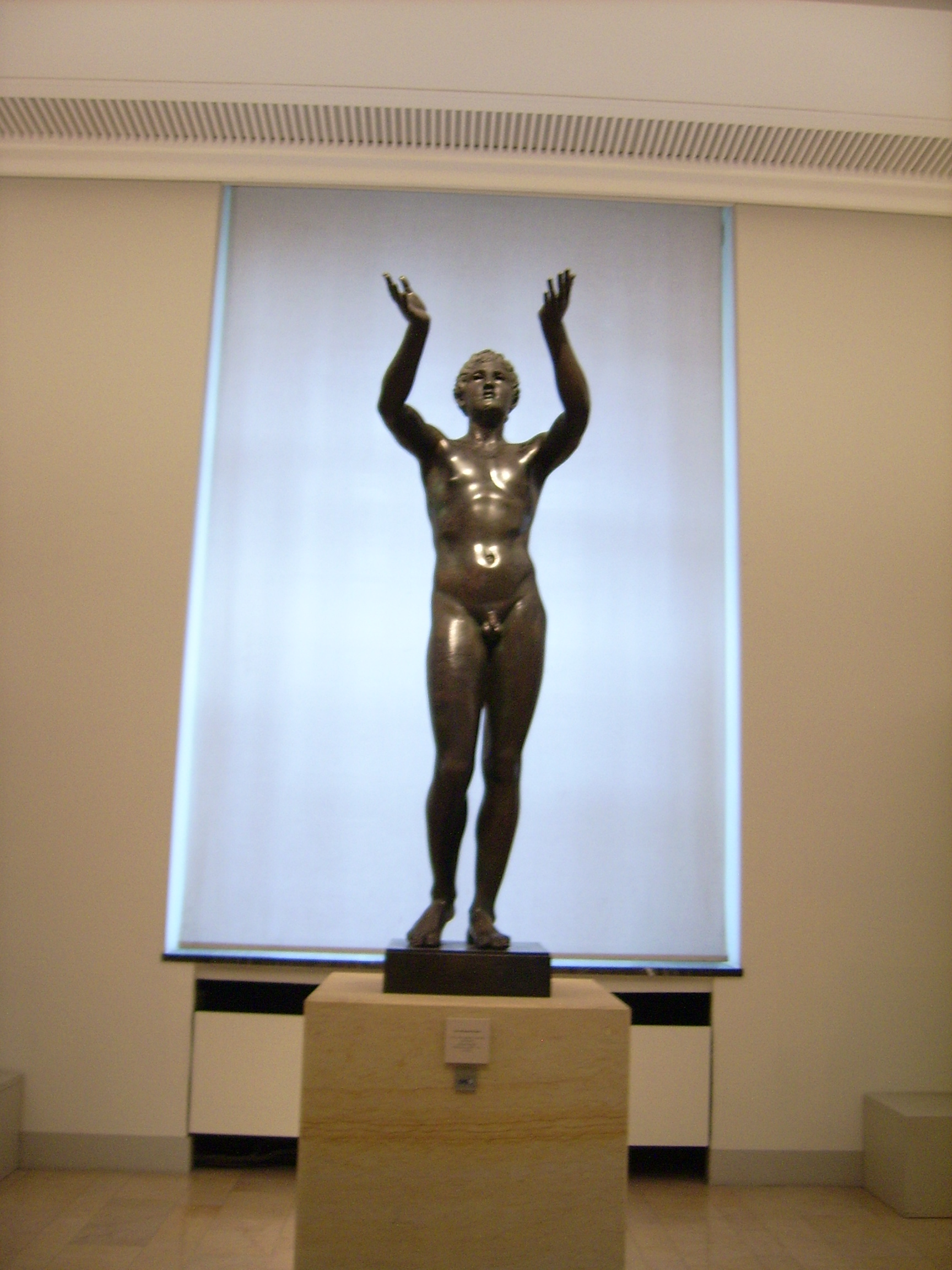
祈祷的男孩
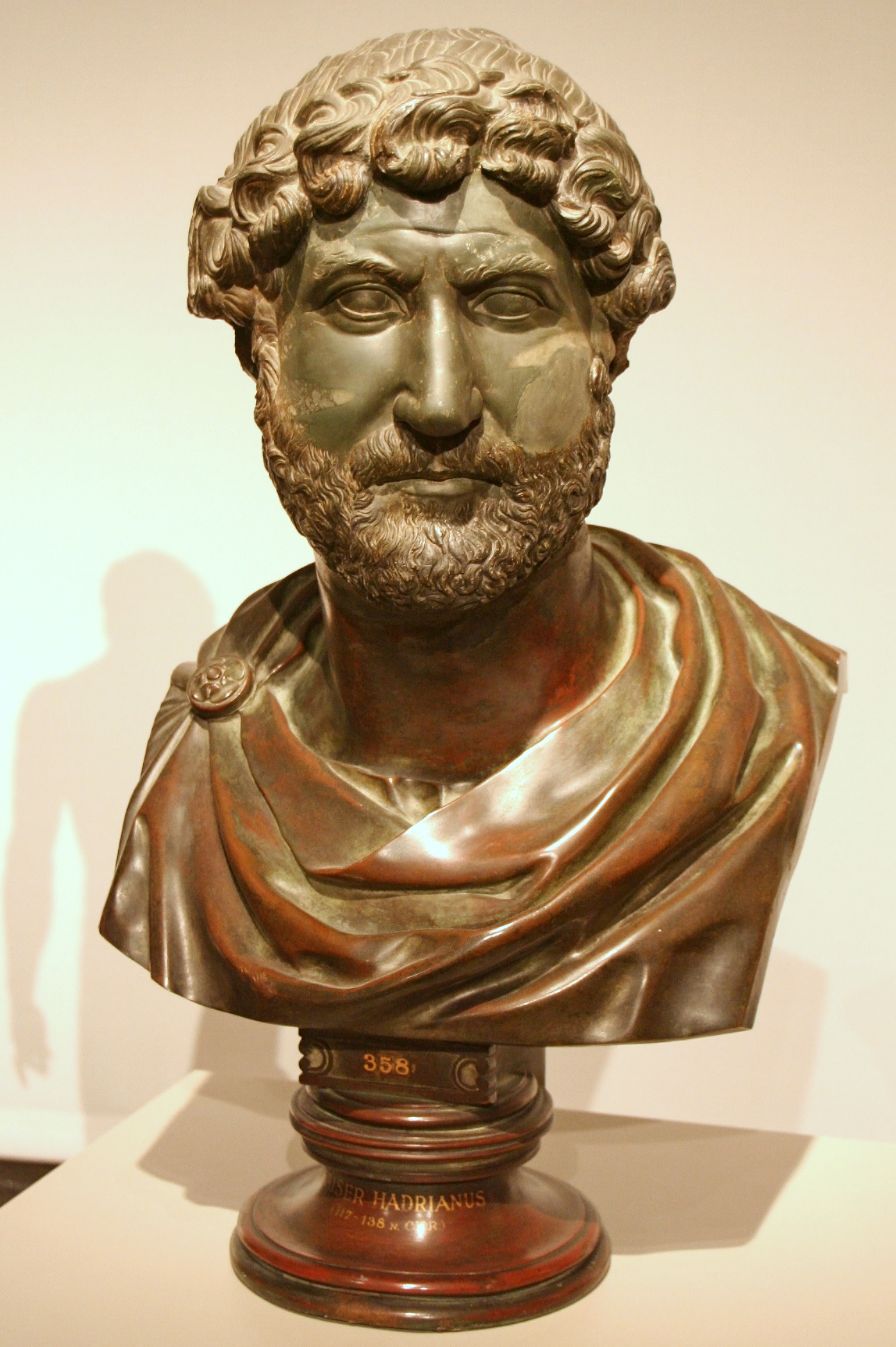
哈德良皇帝胸像
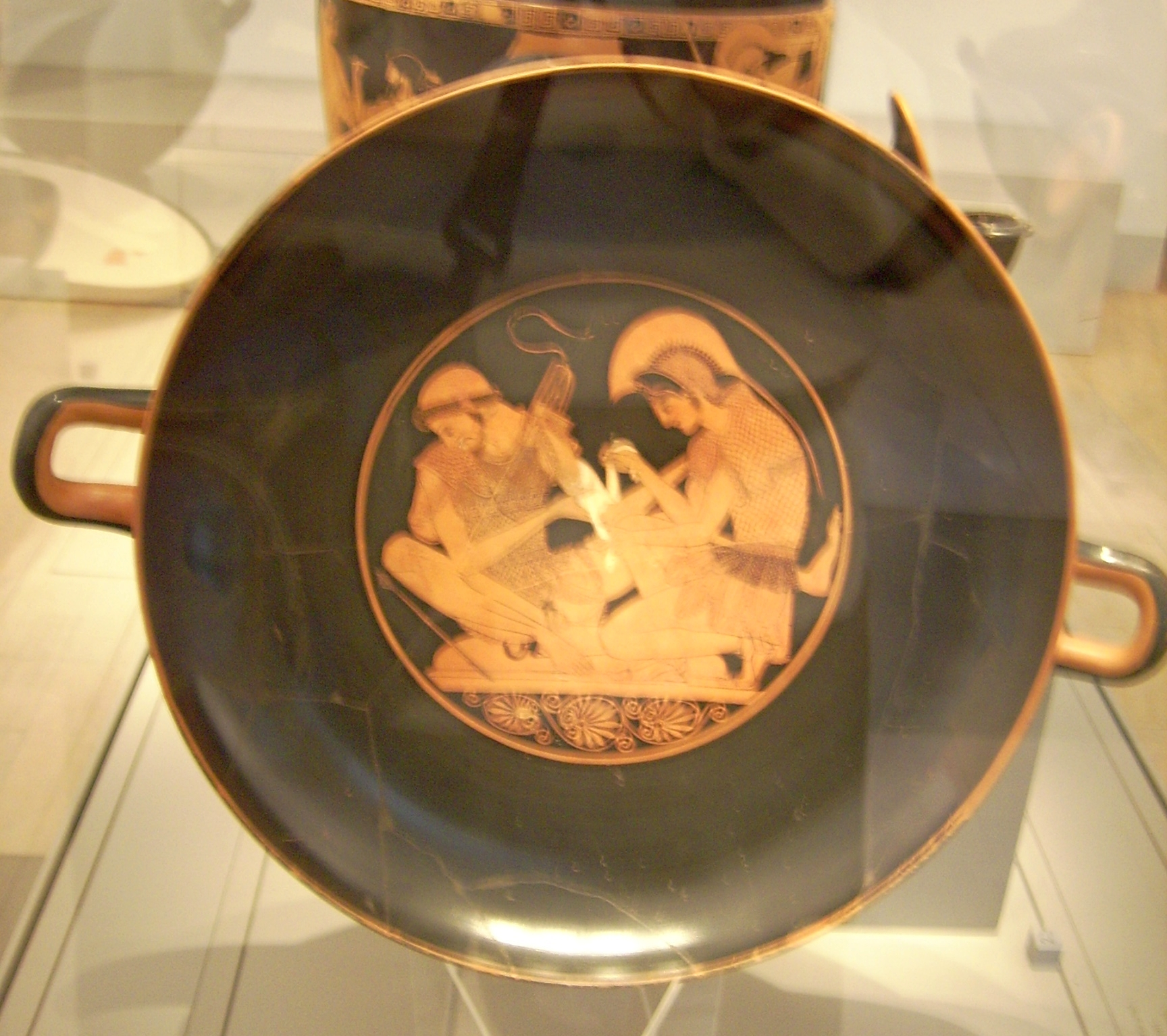
帕特洛克罗斯和阿喀琉斯
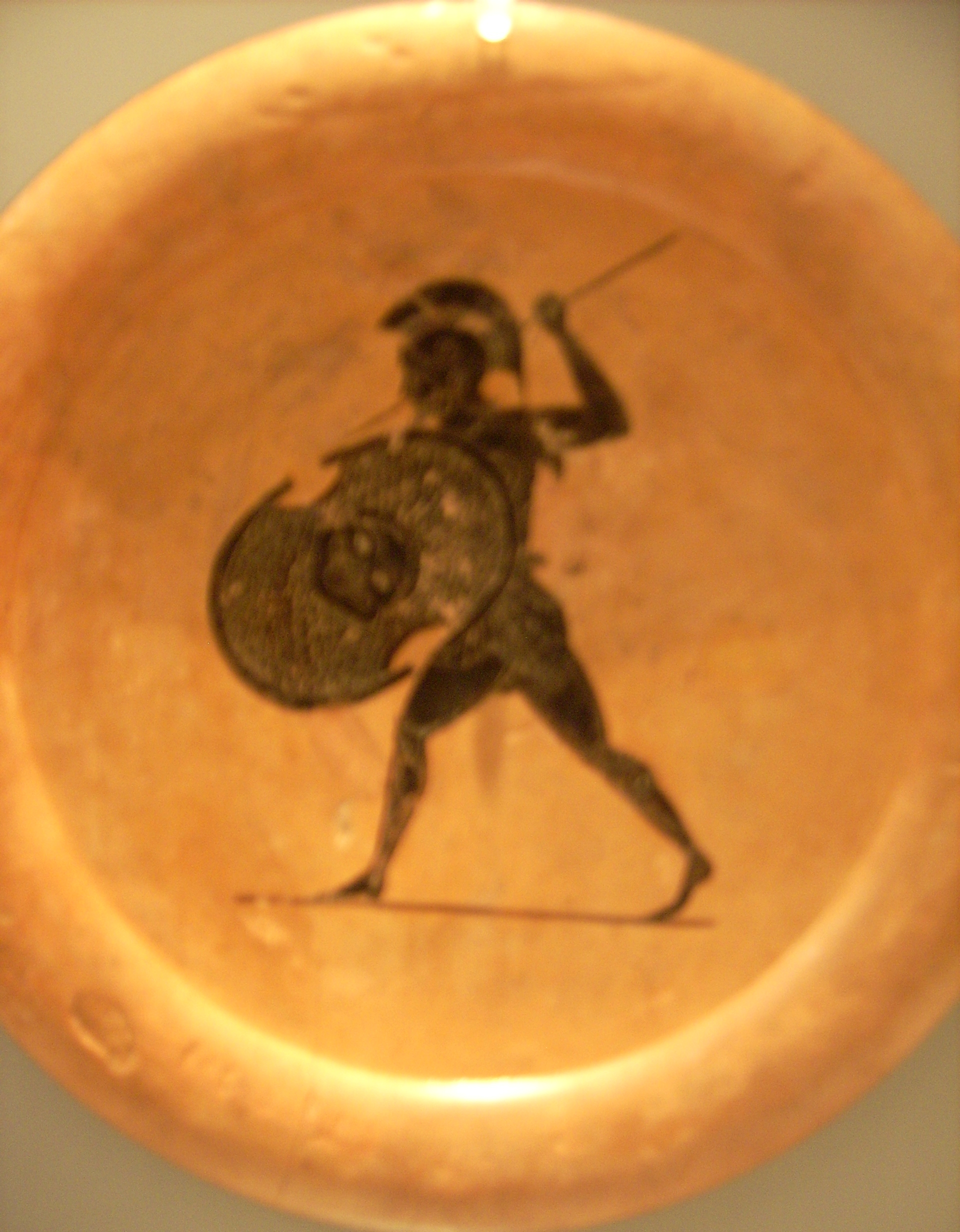
持矛武士
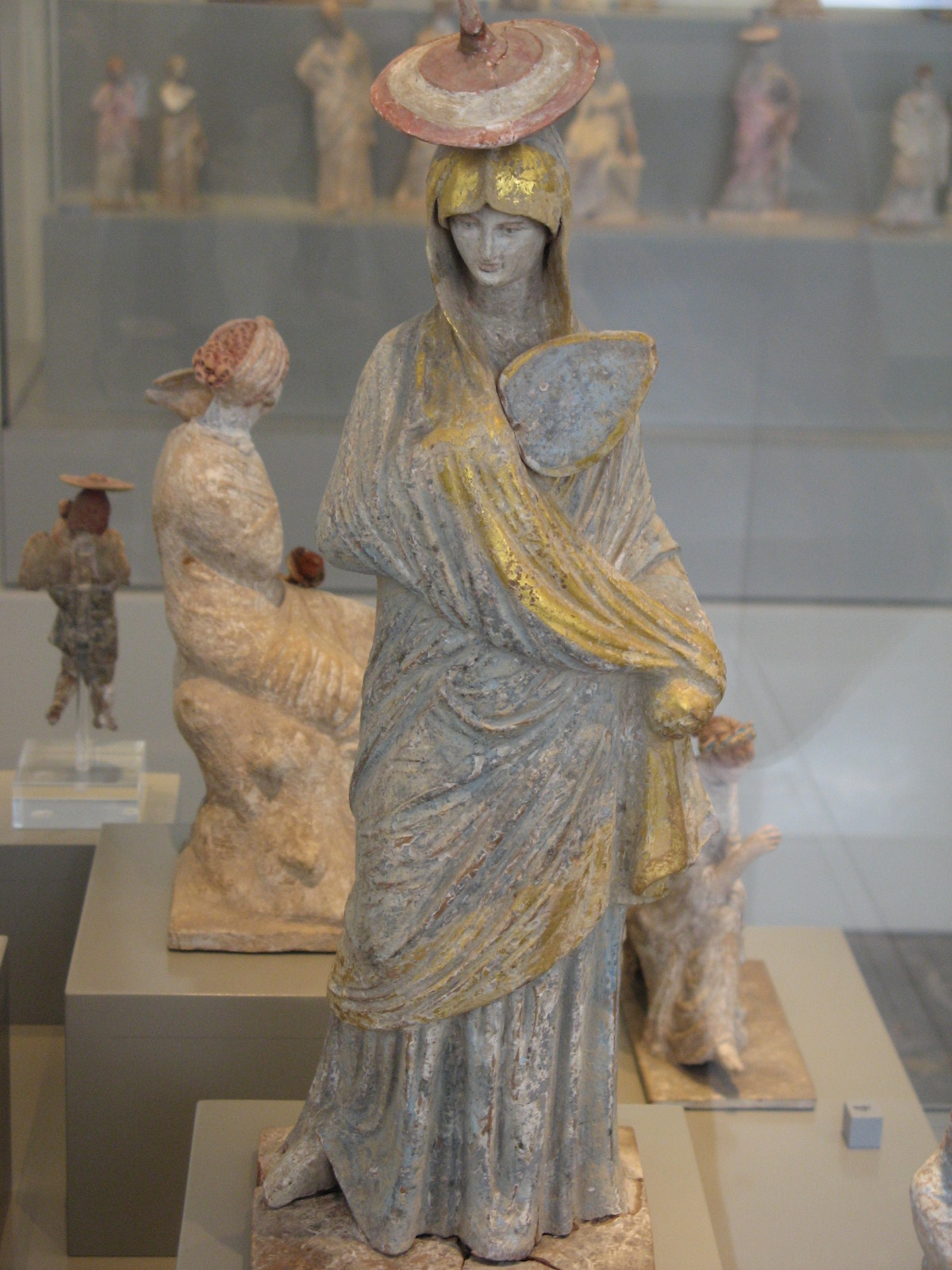
塔纳戈拉的妇人像
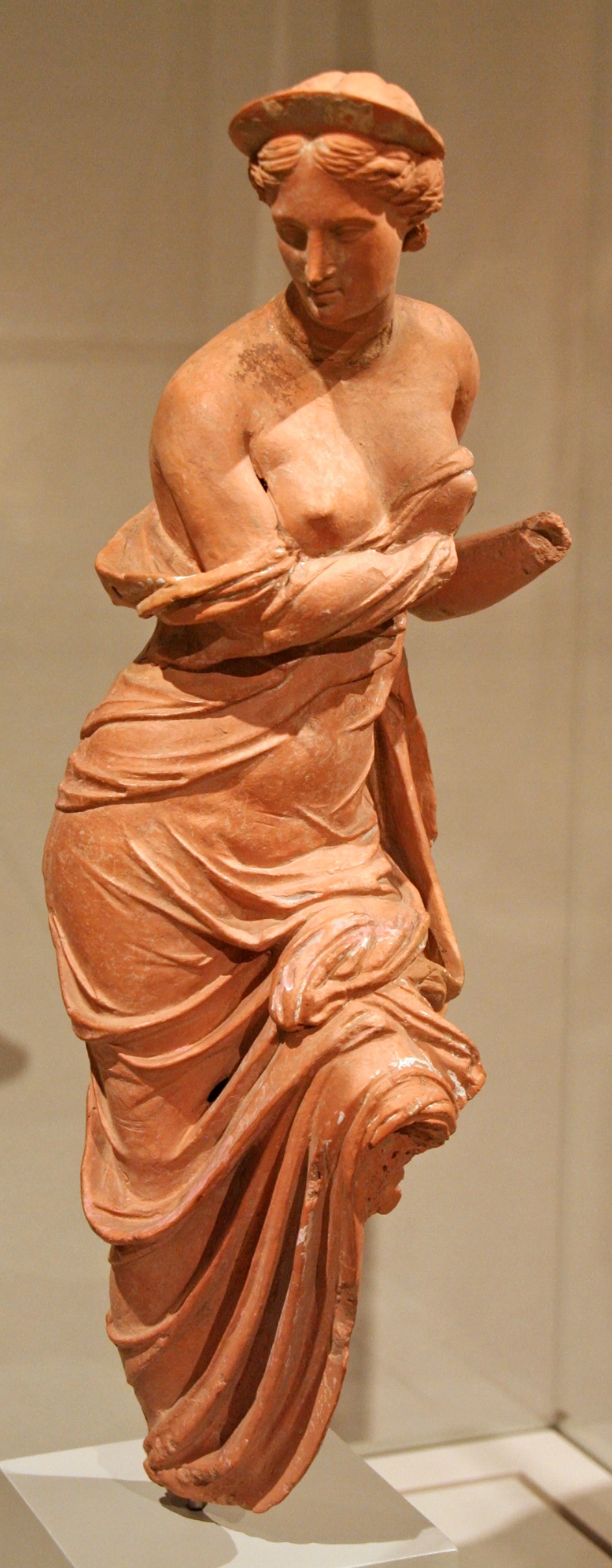
阿佛洛狄特陶像

## 外部連結
- Altes Museum （页面存档备份，存于） at the website of the Berlin State Museums.
- Altes Museum at GreatBuildings.com.
- Altes Museum （页面存档备份，存于） at Archiseek.com.
- （德語） Altes Museum at museum-location.de.
- Virtual tour of the Altes Museum provided by Google Arts & Culture
- 维基共享资源上的相關多媒體資源：柏林旧博物馆